# A (EP)
A är en EP från 2013 av sångaren, dansaren och koreografen Anton Ewald. EP:n sägs vara ett smakprov inför det kommande debutalbumet av artisten. Tidigare har Ewald medverkat med låten Begging i Melodifestivalen 2013, där han slutade på en fjärdeplats.

## Låtlista
| Nr | Titel                       | Text & Musik                                                    | Längd |
| -- | --------------------------- | --------------------------------------------------------------- | ----- |
| 1  | Human                       | Jason Gill, Robin Fredriksson, Mattias Per Larsson, Anton Ewald | 3.03  |
| 2  | Can't Hold Back             | Anton Ewald                                                     | 3.50  |
| 3  | Would That Make You Love Me |                                                                 | 3.17  |
| 4  | Brand New                   | Anton Ewald, Dhani Lennevald, J-Son                             | 3.30  |
| 5  | Begging                     | Fredrik Kempe, Anton Malmberg Hård af Segerstad                 | 3.02  |